# Paul Viallaneix
Paul Viallaneix, né le 4 juillet 1925 à Gumont en Corrèze et mort le 3 août 2018 à Tulle, est un historien français de la littérature et professeur de littérature française à l'université Blaise-Pascal. Il est spécialiste de Jules Michelet et de la littérature romantique.

## Biographie
Paul Viallaneix est le fils de Baptiste et Yvonne Viallaneix, instituteurs à Chanac (Corrèze). Il passe son baccalauréat à Tulle en 1942, puis est élève de khâgne au lycée Louis-le-Grand. Sa scolarité est interrompue par sa décision de s'engager dans la Résistance, en Corrèze dans les corps francs de Tulle, de novembre 1943 à septembre 1944. Il est admis à l'École normale supérieure (promotion L1946),, puis agrégé de lettres (1950).
Il est assistant à la Sorbonne, prépare une thèse sur Michelet qu'il soutient en 1959 sous la direction de René Jasinski, puis fait sa carrière universitaire à l'université de Clermont-Ferrand, où il est nommé assistant en 1952 puis professeur jusqu'à sa retraite en 1985. Il est l'époux de Nelly Viallaneix, philosophe, universitaire et spécialiste de Kierkegaard.
Il meurt le 3 août 2018 à Tulle. Il repose au cimetière de Seilhac (Corrèze), où il possédait une maison.

### Éditeur des œuvres de Michelet
Il dirige le Centre de recherches révolutionnaires et romantiques de l'université (1967), qui coordonne l'édition critique des œuvres complètes de Jules Michelet, dont il est le principal spécialiste, et dont il édite également le Journal et les Cours au Collège de France (1838-1851). Il publie également une biographie de cet auteur, Michelet, Les travaux et les jours 1798-1874 (1998),, dans lequel Michelet apparaît comme « un érudit classique, un savant et un archiviste ».
Il est aussi spécialiste de Jules Supervielle, et d'Albert Camus, dont il édite des textes de jeunesse dans le deuxième numéro des cahiers Albert Camus.

### Engagements en lien avec le protestantisme
Né dans une famille catholique non pratiquante, et non baptisé dans son enfance, il devient protestant au début des années 1950. Il exerce par la suite des responsabilités au sein du protestantisme, comme délégué au conseil national de l'Église réformée de France, puis comme directeur de l'hebdomadaire Réforme de 1985 à 1992,. Il prononce une allocution à l'assemblée du Musée du Désert en septembre 1994.

## Publications

### Ouvrages
- Vigny par lui-même, Seuil, 1963.
- Michelet, Les travaux et les jours 1798-1874, Gallimard/NRF, 1998, 598 p.

### Éditions scientifiques
- Jules Michelet, Œuvres complètes, Flammarion
- Jules Michelet, Journal, Gallimard, 4 volumes (les tomes III et IV sont édités par Claude Digeon)
  - Journal, tome I : 1828-1848, 1959
  - Journal, tome II : 1849-1860, 1962
- Jules Michelet, Cours au Collège de France, avec la collaboration d’Oscar A. Haac et Irène Tieder, Paris, Gallimard, 1995, 2 vol.
  - t. I : 1838-1844
  - t. II : 1845-1851
- Paul Viallaneix, Le premier Camus suivi de Écrits de jeunesse d'Albert Camus, Cahiers Albert Camus, Gallimard, 1973  (ISBN 2070282503).

## Distinctions
- 1999 :  Officier de la Légion d'honneur [19]